# 英華學院
英華學院（Yinghua Academy）是位於美國明尼蘇達州明尼阿波利斯一所中文教學公立免費學校，學校的四年級及以下所有學科都用中文授課語言，五至八年級學生採用半英文半中文教學模式。學校成立於2006年。截至2014年秋季，學校的亞裔及太平洋島嶼裔學生佔47%；白人學生佔46%。2022年4月25日上午，中國駐美大使秦刚訪問該校。

## 外部連結
- 官方网站